# Montreal Bleu Blanc Rouge
Montreal Bleu Blanc Rouge byl kanadský juniorský klub ledního hokeje, který sídlil v Montréalu v provincii Québec. V letech 1972–1975 působil v juniorské soutěži Quebec Major Junior Hockey League. Založen byl v roce 1972 po přejmenování týmu Montreal Junior Canadiens na Bleu Blanc Rouge. Zanikl v roce 1975 po přetvoření frančízy v nový tým Montreal Juniors. Své domácí zápasy odehrával v hale Montreal Forum s kapacitou 17 959 diváků. Klubové barvy byly modrá, bílá a červená.
Nejznámější hráči, kteří prošli týmem, byli např.: Rick Bowness, Gilles Lupien, Robert Picard nebo Mario Tremblay.

## Přehled ligové účasti
Zdroj: 
- 1972–1973: Quebec Major Junior Hockey League
- 1973–1975: Quebec Major Junior Hockey League (Západní divize)